# John Hartson
John Hartson, född 5 april 1975 i Swansea i Wales, är en walesisk fd. fotbollsspelare som drog sig tillbaka efter att blivit släppt av klubben West Bromwich Albion FC 2008. Han spelade för Wales landslag i tio år, mellan 1995 och 2005.

## Karriär

### Arsenal
Hartson påbörjade sin karriär 1992 hos Luton Town och gick därefter till storklubben Arsenal i januari 1995 för 2,5 miljoner brittiska pund. Han var en av de sista att skriva på för klubben innan George Graham fick sparken som tränare för klubben i februari samma år.
Hartson gjorde debut för Arsenal 14 januari 1995 och var med i startuppställningen under sin första säsong hos klubben. Höjdpunkten kom då han gjorde kvitteringsmålet i finalen i Cupvinnarcupen 1995 mot Real Zaragoza. Arsenal vann dock inte matchen; Nayim gjorde 2–1 för Zaragoza i sista matchminuten från 36 meters avstånd.
När Dennis Bergkamp kom till klubben blev det mer konkurrens om anfallspositionerna. Även Ian Wright spelade för klubben och Hartson fick allt mindre speltid under de nya tränarna Bruce Riochs och Arsène Wenger. När Wenger ville skriva kontrakt med Nicolas Anelka under tidiga 1997 såldes Hartson till West Ham United för 3,3 miljoner brittiska pund. Han spelade sammanlagt 71 matcher för Arsenal (16 som avbytare) och gjorde 17 mål.

### West Ham United
Hartson gjorde succé hos West Ham United och gjorde sammanlagt 33 mål på 73 matcher för Londonklubben. Allting var dock inte frid och fröjd och under en träning 1998 sparkade han Eyal Berkovic i huvudet inför TV-kameror. Han fick betala böter och Hartson erkänner i sin självbiografi att det var omdömeslöst gjort.

### Skotsk succé
Efter sin visit hos West Ham United gick han för en kort period till Wimbledon och senare Coventry City innan han skrev på för Celtic för sex miljoner brittiska pund.. Hos Celtic blev han en av Scottish Premier Leagues mest fruktade anfallare. I mars 2004 blev han tvungen att operera ryggen och kunde inte spela för resten av säsongen.
I april 2005 delade han PFA-spelarnas utmärkelse "Årets spelare" med Fernando Ricksen och i maj samma år röstades han fram till årets spelare av Scotting Football Writers' Association.

### West Bromwich Albion
5 april 2006 gjorde Hartson det avgörande målet mot Hearts på sin 31-årsdag, vilket gav Celtic guld det året. 26 juni samma år skrev han på ett tvåårskontrakt med Championship-laget West Bromwich Albion. Kontraktet var värt 500 000 brittiska pund. Han gjorde båda målen i sin debutmatch för West Bromwich i matchen som slutade 2–0 mot Hull City i augusti 2006.
31 augusti 2007 rapporterade The Times att Hartson hade skrivit på ett lånekontrakt för Football League One-klubben Nottingham Forest. 5 september rapporterade dock Western Mail att Hartson hade tackat nej till utlånet och att han var på väg att flytta till sin hemstadsklubb Swansea City. Klubben förnekade dock ryktena på sin hemsida.

### Norwich City
I oktober 2007 gick Hartson till Norwich City på en månads lån. Norwich hade möjligheten att förlänga lånet fram till 31 december men den nye managern Glenn Roeder valde att låta bli och Hartson återvände till West Bromwich.

## Cancern
Fredagen den 10 juli 2009 kände han att den huvudvärk som en längre tid hade drabbat honom blev värre. Han åkte in till sjukhuset där han fick det chockartade beskedet att han hade testikelcancer. [källa behövs]
Han fick även reda på att cancern hade spridit sig till hjärnan.[källa behövs]

## Internationell karriär
Hartson har spelat 50 A-lagsmatcher för Wales landslag. Han drog sig tillbaka från internationell fotboll under tidiga 2006, men i augusti samma år sade han att han skulle återvända om John Toshack behövde honom. Han har i skrivande stund gjort nionde flest mål för Wales genom tiderna. Han delar även rekordet i att göra hat-trick för U21-landslaget med Craig Davies och Lee Jones.

## Kontroverser
Hartsons tuffa attityd har gjort honom känd vid sidan av hans målgörande. Han hade några kontroversiella ögonblick i sin karriär, däribland den tidigare nämnda huvudsparken på Eyal Berkovic under en träning med West Ham. Hartson sparkade Berkovic efter att israelen hade slagit honom på benet när Hartson hjälpte honom komma upp. Händelsen filmades och Hartson fick betala böter för sparken.
Hartson har även fått en del röda kort i sina dagar, bl.a. för en incident under ett Old Firm-derby. Han och Celtic-kollegan Johan Mjällby blev utvisade tillsammans med Rangers FC-stjärnan Fernando Ricksen. Hartson anklagades i tidningar för att ha sjungit lovsånger om Irländska republikanska armén tillsammans med Stephen Pearson. En expertutredning visade dock att så inte var fallet och kom fram till att de egentligen sjöng The Fields of Athenry medan IRA-sångerna kom från publiken.

## Fotnoter
1. 1 2 3  ”John Hartson”. Soccerbase. Arkiverad från originalet den 26 januari 2009. https://web.archive.org/web/20090126095428/http://www.soccerbase.com/players_details.sd?playerid=3315. Läst 26 november 2007.
2. ↑  ”Hartson completes West Brom move”. BBC Sport. 26 juni 2006. http://news.bbc.co.uk/sport1/hi/football/teams/w/west_bromwich_albion/5088034.stm. Läst 26 april 2007.
3. ↑  ”West Brom 2-0 Hull”. BBC Sport. 5 augusti 2006. http://news.bbc.co.uk/sport1/hi/football/eng_div_1/5226766.stm. Läst 2 juli 2007.
4. ↑  ”Hartson moves to Norwich on loan”. BBC Sport. 12 oktober 2007. http://news.bbc.co.uk/sport1/hi/football/league_of_wales/7042032.stm. Läst 12 oktober 2007.